# Сє Тяо
Сє Тяо (*謝朓, 464 —499) — китайський поет-лірик часів династії Південна Ці. Мав прізвисько «Сяо Сє» (Малий Сє).

## Життєпис
Походив з аристократичного роду Сє. Син Сє Вея, помічника міністра. Його мати була донькою імператора Вень-ді з династії Лю Сун. Народився у м. Янцзя (сучасна провінція Хенань). Здобув класичну освіту. Водночас розпочав військову службу за імператора У-ді. В цей період затоваришував із синон імператора — Сяо Цзиляном.
У 491 році став членом літературного гуртка «Вісім друзів з Цзінлін», якому надава підтримку Цзилян.
У 493 році, після смерті імператора У-ді, був запрошений до уряд з метою складання імператорських наказів. В подальшому був втягнутий у придворні чвари за владу. Втім зумів зберегтися за час правління узурпатора Мін-ді. після повалення у 498 році останнього знову опинився при дворі. Втім у 499 році Сє Тяо запроторено до в'язниці за підозрою в участі у змові проти володаря Дунхунь-хоу. При нез'ясованих обставин Сє Тяо померу тюрмі.

## Творчість
В доробку Сє Тяо нараховується близько 200 віршованих творів. Працював переважно у жанрі ши. Головна тема — пейзаж, природа. Його вірші були популярними ще за життя Тяо, а потім у наступні покоління. Особливо гарно у нього виписані пейзажні деталі, вірші відзначаються новизною думки, вмінням знайти слова, що найбільш відповідали настрою автора в даний момент. Тяо підкреслював: «Гарний вірш відпрацьований, гладкий, мов куля для арбалета».